# Tabaré (epopeia)
Tabaré és un poema èpic en llengua castellana i l'obra cabdal de l'excriptor uruguaià Juan Zorrilla de San Martín. Compost de 4.736 versos dividits en deu cants és considerat com a l'epopeia nacional de l'Uruguai. Zorrilla va escriure el llibre a Argentina durant el seu exili per mor d'oposar-se al govern uruguaià. El llibre es va publicar a París el 1887.
Tracta de l'idil·li amorós de l'indi Tabaré i l'espanyola Blanca. Té com a fons la dura guerra travada entre castellans i charrúas al territori de l'actual Uruguai a final del segle xvi. És considerat com una de les joies de la literatura uruguaiana en llengua castellana.
S'han de traçar elements lírics i idiomàtics usats en aquesta composició, que van aparèixer anteriorment al poema de La leyenda patria.